# 松波城
松波城（まつなみじょう）は、能登国珠洲郡松波（現・石川県鳳珠郡能登町）にあった日本の城。

## 概要
文明6年（1475年）、能登畠山氏3代目当主畠山義統の3男とされる畠山義智により築城されたと伝わっている。以後、6代に渡り松波畠山氏の居城として奥能登一帯を統治することとなる。5代当主・松波義龍の代に、この地の有力豪族松波氏の名跡を継ぎ、松波氏を称し、松波城は能登畠山氏の居城・七尾城の支城的役割を担った。
天正5年（1577年）、七尾城陥落後に上杉謙信家臣長沢光国に攻略され、6代目当主松波義親が自害し落城した。のちに長沢は穴水城に入り、松波城は廃城となった。

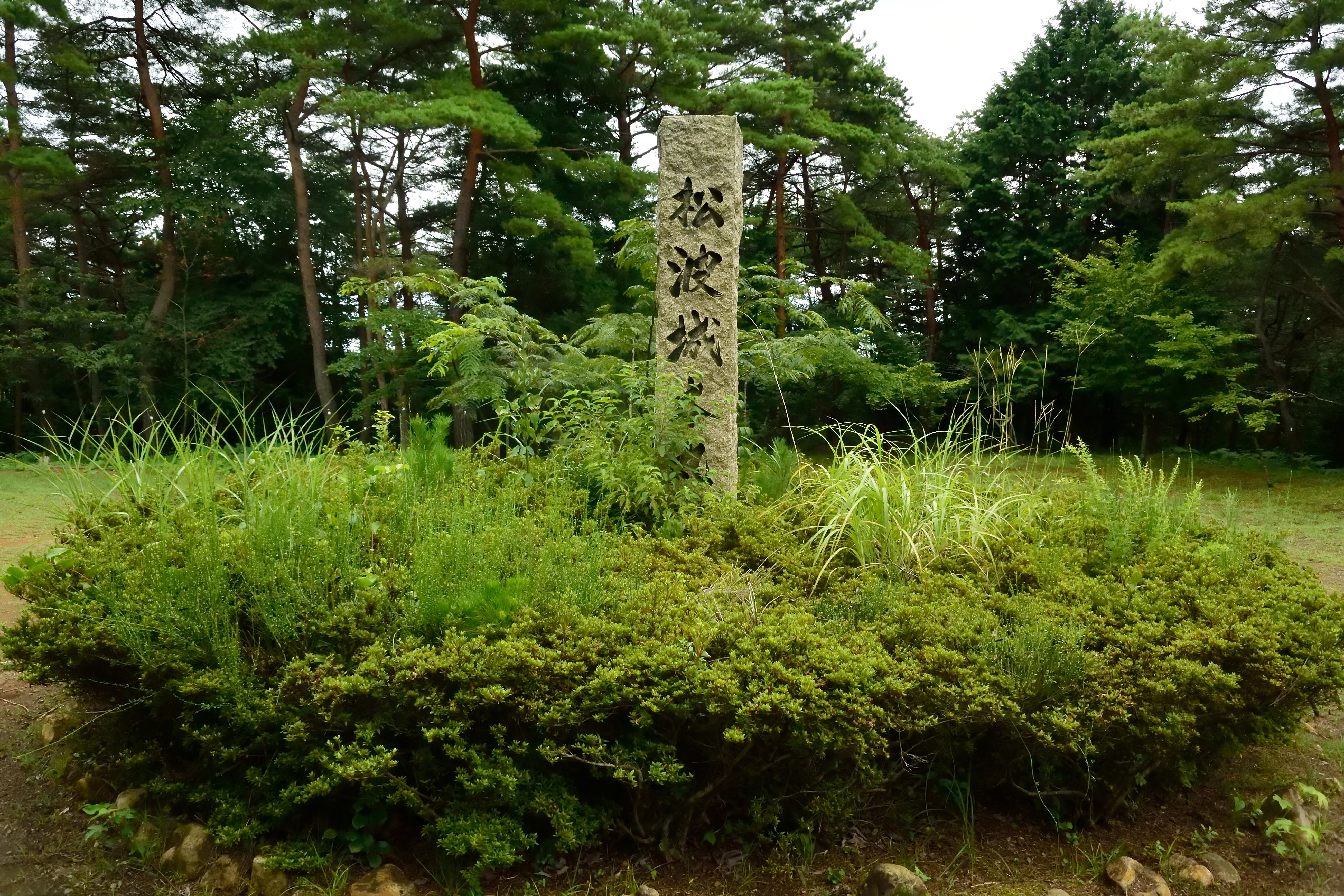
本丸址

## 現在
現在は遊歩道などが作られ、城址公園として整備されている。2007年11月には、旧松波駅の駅舎が活用され、松波城の歴史を知るための情報館としてオープンしている。
近年、15世紀後半から16世紀のものとされる枯山水式の庭園の跡が発掘され、1991年には県指定史跡に指定された。2012年、建物群や庭園跡を含む約4,000平方メートルが旧松波城庭園として国の名勝に指定された。
搦手門は万福寺の山門に移築されたと伝えられ、現存している。

## 遺構
- 堀切、曲輪、土塁、空堀、搦手門

### 建物群・関連建造物など
- 武道館跡 - 本丸跡脇に武道館の建物が残る。
- 嘉尚閣址
- 院の山址